# Mary Wells Lawrence
Mary Wells Lawrence, född Berg den 25 maj 1928 i Youngstown, Ohio, död 11 maj 2024 i London, Storbritannien, var en amerikansk reklammakare och grundare av reklambyrån Wells Rich Greene. 
Wells studerade vid Carnegie Institute of Technology i Pittsburgh och flyttade sedan till New York och studerade teater och drama. 1952 arbetade hon som annonschef på Macy's varpå hon blev copywriter och gruppchef på McCann Erickson och senare på Doyle Dane Bernbach (idag DDB Worldwide).
Wells blev under 1960-talet känd när hon skapade kampanjen "The End of the Plain Plane" för Braniff International Airways som blev en viktig del i företagets vändning. 1966 grundade hon tillsammans med Richard Rich och Stewart Greene Wells Rich Greene (WRG) med kunder som American Motors, Cadbury Schweppes, IBM, Pan Am, Procter & Gamble, RC Cola och Sheraton. Hon lämnade VD-posten 1990 och byrån såldes till Boulet Dru Dupuy Petit (BDDP).